# Manny Pacquiao
Emmanuel "Manny" Dapidran Pacquiao (n. 17 decembrie 1978) este un pugilist din Filipine, cunoscut ca Manny Pacquiao.

## Începutul carierei
Pacquiao și-a început cariera profesională la vârsta de 16 ani și la 106 de lb. Primele sale lupte au avut loc în locuri mici; a reușit să atragă atenția companiei de box "Vintage Sports Blow by Blow". Debutul său profesional a fost într-un turneu de 4 tururi împotriva lui Edmund Ignacio pe 22 ianuarie 1995, pe care Pacquiao la câștigat prin decizie. Moartea celui mai bun prieten al său, Mark Peñaflorida, în 1994, l-a făcut pe tânărul Pacquiao să devină profesionist în box.
Greutatea sa a trecut de la 106 la 113 de lb înainte de-a pierde ultimul meci împotriva lui Rústico Torrecampo prin knockout (KO) în a treia rundă. Pacquiao nu a exercitat înainte de luptă. A fost, de asemenea, forțat să folosească mănuși mai grele decât Torrecampo, ceea ce l-a pus pe Pacquiao într-un dezavantaj.
La scurt timp după lupta cu Torrecampo, Pacquiao a ajuns la 112 de lb și a câștigat titlul World Boxing Council la categoria muscă împotriva lui Chatchai Sasakul în runda a opta pentru a-l pierde ulterior, în a doua apărare, împotriva lui Medgoen Singsurat (cunoscut sub numele de « Medgoen 3K Battery »), prin intermediul unui knock-out în runda a treia într-un meci organizat în Nakhon Si Thammarat, Thailanda. Din punct de vedere tehnic, Pacquiao a pierdut titlul deoarece a depășit limita de greutate de 112 lb (51 kilograme).
După ce a pierdut cu Singsurat, Pacquiao a câștigat din nou în greutate. De data aceasta, Pacquiao sa alăturat diviziei super-cocoș de 122 de lb, în această divizie a câștigat campionatul internațional al WBC pe 18 decembrie 1999, atunci deținut de compatriotul său Reynante Jamili și a reușit să apere acest titlu de cinci ori. Cu toate acestea, a fost pe data de 23 iunie 2001 când a reușit să câștige campionatul mondial în această categorie împotriva campionului IBF Lehlohonolo Ledwaba. Pacquiao a intrat în luptă ca ultim înlocuitor și a câștigat lupta prin knock-out tehnic, într-un meci desfășurat pe MGM Grand din Las Vegas, Nevada, Statele Unite.
Următoarea luptă a fost pentru unificarea titlurilor WBC-IBF a acestei categorii împotriva campionului mondial WBC, Agapito Sanchez, dar încercarea sa a fost frustrată atunci când meciul a trebuit să se oprească și să fie declarat "no contest" , după ce Pacquiao a primit 2 lovituri cu capul. După această luptă, Pacquio și-a apărat centura IBF și a reținut-o de trei ori înainte de-a urca din nou în categorie.
În septembrie 2021, Manny Pacquiao și-a anunțat candidatura pentru alegerile prezidențiale din 2022.

## Rezultate în boxul profesionist
| 62 de victorii (39 prin knockout, 23 la puncte), 8 înfrângeri (3 prin knockout, 5 la puncte), 2 remize |                  |                          |     |               |            |                                                            | |
| Rez.                                                                                                   | Rezultat general | Adversar                 | Tip | Runda, Timp   | Data       | Locația                                                    | Note |
| Înfrângere                                                                                             | 62–8–2           | Yordenis Ugás            | UD  | 12            | 21-08-2021 | T-Mobile Arena, Paradise, Nevada, SUA                      | Pentru centura WBA (Super) welterweight |
| Victorie                                                                                               | 62–7–2           | Keith Thurman            | SD  | 12            | 2019-07-20 | MGM Grand Garden Arena, Paradise, Nevada, U.S.             | Câștigă centura WBA (Super) welterweight |
| Victorie                                                                                               | 61–7–2           | Adrien Broner            | UD  | 12            | 2019-01-19 | MGM Grand, Las Vegas                                       | Păstrează centura WBA (Regular) la categoria welter                                                                                                 |
| Victorie                                                                                               | 60–7–2           | Lucas Matthysse          | TKO | 7 (12), 2:43  | 2018-07-15 | Axiata Arena, Kuala Lumpur, Malaysia                       | Câștigă centura WBA (Regular) la categoria welter                                                                                                   |
| Înfrângere                                                                                             | 59–7–2           | Jeff Horn                | UD  | 12            | 2017-07-02 | Suncorp Stadium, Brisbane, Australia                       | A pierdut titlul WBO la semimijlocie |
| Victorie                                                                                               | 59–6–2           | Jessie Vargas            | UD  | 12            | 2016-09-05 | MGM Grand Hotel & Casino, Las Vegas, Nevada                | A câștigat titlul WBO la semimijlocie |
| Victorie                                                                                               | 58–6–2           | Timothy Bradley          | UD  | 12            | 2016-04-09 | MGM Grand Hotel & Casino, Las Vegas, Nevada                | A câștigat titlurile International și liniar la semimijlocie                                                                                        |
| Înfrângere                                                                                             | 57–6–2           | Floyd Mayweather, Jr.    | UD  | 12            | 2015-05-02 | MGM Grand Hotel & Casino, Las Vegas, Nevada                | A pierdut titlul WBO Welterweight. Pentru titlurile WBA (Super), WBC și The Ring Welterweight.                                                      |
| Victorie                                                                                               | 57–5–2           | Chris Algieri            | UD  | 12            | 2014-11-23 | The Venetian Macao, Macau, SAR                             | Păstrează centura WBO la categoria Welterweight. |
| Victorie                                                                                               | 56–5–2           | Timothy Bradley          | UD  | 12            | 2014-04-12 | MGM Grand, Las Vegas, Nevada                               | Câștigă centura WBO la categoria Welterweight. |
| Victorie                                                                                               | 55–5–2           | Brandon Rios             | UD  | 12            | 2013-11-24 | The Venetian Macao, Macau, SAR                             | Câștigă centura vacantă WBO International la categoria Welterweight.                                                                                |
| Înfrângere                                                                                             | 54–5–2           | Juan Manuel Márquez      | KO  | 6 (12), 2:59  | 2012-12-08 | MGM Grand, Las Vegas, Nevada                               | Pentru centura WBO 'Champion of the Decade' belt. 2012 Fight of the Year by The Ring Magazine.                                                      |
| Înfrângere                                                                                             | 54–4–2           | Timothy Bradley          | SD  | 12            | 2012-06-09 | MGM Grand, Las Vegas, Nevada                               | Pierde centura WBO la categoria Welterweight. |
| Victorie                                                                                               | 54–3–2           | Juan Manuel Márquez      | MD  | 12            | 2011-11-12 | MGM Grand, Las Vegas, Nevada                               | Păstrează centura WBO Welterweight. Fight at 144-pound catch weight.                                                                                |
| Victorie                                                                                               | 53–3–2           | Shane Mosley             | UD  | 12            | 2011-05-07 | MGM Grand, Las Vegas, Nevada                               | Păstrează centura WBO Welterweight. |
| Victorie                                                                                               | 52–3–2           | Antonio Margarito        | UD  | 12            | 2010-11-13 | Cowboys Stadium, Arlington, Texas                          | Câștigă centura vacantă WBC Light Middleweight. Fight at 150-pound catch weight.                                                                    |
| Victorie                                                                                               | 51–3–2           | Joshua Clottey           | UD  | 12            | 2010-03-13 | Cowboys Stadium, Arlington, Texas                          | Păstrează centura WBO Welterweight. |
| Victorie                                                                                               | 50–3–2           | Miguel Cotto             | TKO | 12 (12), 0:55 | 2009-11-14 | MGM Grand, Las Vegas, Nevada                               | Câștigă centurile WBO & WBC Diamond Welterweight. Fight at 145-pound catch weight.                                                                  |
| Victorie                                                                                               | 49–3–2           | Ricky Hatton             | KO  | 2 (12), 2:59  | 2009-05-02 | MGM Grand, Las Vegas, Nevada                               | Won The Ring & IBO Light Welterweight titles. |
| Victorie                                                                                               | 48–3–2           | Oscar De La Hoya         | RTD | 8 (12), 3:00  | 2008-12-06 | MGM Grand, Las Vegas, Nevada                               | |
| Victorie                                                                                               | 47–3–2           | David Díaz               | TKO | 9 (12), 2:24  | 2008-06-28 | Mandalay Bay, Las Vegas, Nevada                            | Won WBC Lightweight title. |
| Victorie                                                                                               | 46–3–2           | Juan Manuel Márquez      | SD  | 12            | 2008-03-15 | Mandalay Bay, Las Vegas, Nevada                            | Won WBC & vacant The Ring Super Featherweight titles.                                                                                               |
| Victorie                                                                                               | 45–3–2           | Marco Antonio Barrera    | UD  | 12            | 2007-10-06 | Mandalay Bay, Las Vegas, Nevada                            | Retained WBC International Super Featherweight title.                                                                                               |
| Victorie                                                                                               | 44–3–2           | Jorge Solís              | KO  | 8 (12), 1:16  | 2007-04-14 | Alamodome, San Antonio, Texas                              | Retained WBC International Super Featherweight title.                                                                                               |
| Victorie                                                                                               | 43–3–2           | Érik Morales             | KO  | 3 (12), 2:57  | 2006-11-18 | Thomas & Mack Center, Las Vegas, Nevada                    | Retained WBC International Super Featherweight title.                                                                                               |
| Victorie                                                                                               | 42–3–2           | Óscar Larios             | UD  | 12            | 2006-07-02 | Araneta Coliseum, Quezon City, Metro Manila                | Retained WBC International Super Featherweight title.                                                                                               |
| Victorie                                                                                               | 41–3–2           | Érik Morales             | TKO | 10 (12), 2:33 | 2006-01-21 | Thomas & Mack Center, Las Vegas, Nevada                    | Retained WBC International Super Featherweight title. WBC Super Featherweight Title Eliminator.                                                     |
| Victorie                                                                                               | 40–3–2           | Héctor Velázquez         | TKO | 6 (12), 2:59  | 2005-09-10 | Staples Center, Los Angeles, California                    | Won vacant WBC International Super Featherweight title.                                                                                             |
| Înfrângere                                                                                             | 39–3–2           | Érik Morales             | UD  | 12            | 2005-03-19 | MGM Grand, Las Vegas, Nevada                               | For vacant WBC International & vacant IBA Super Featherweight titles.                                                                               |
| Victorie                                                                                               | 39–2–2           | Fahsan Por Thawatchai    | TKO | 4 (12), 1:26  | 2004-12-11 | Fort Bonifacio Global City, Taguig City, Metro Manila      | Retained The Ring Featherweight title. IBF Featherweight eliminator for the #2 contender spot.                                                      |
| Remiză                                                                                                 | 38–2–2           | Juan Manuel Márquez      | MD  | 12            | 2004-05-08 | MGM Grand, Las Vegas, Nevada                               | Retained The Ring Featherweight title. For WBA (Super) & IBF Featherweight titles.                                                                  |
| Victorie                                                                                               | 38–2–1           | Marco Antonio Barrera    | TKO | 11 (12), 2:56 | 2003-11-15 | Alamodome, San Antonio, Texas                              | Won The Ring Featherweight title. |
| Victorie                                                                                               | 37–2–1           | Emmanuel Lucero          | KO  | 3 (12), 0:48  | 2003-07-26 | Olympic Auditorium, Los Angeles, California                | Retained IBF Super Bantamweight title. |
| Victorie                                                                                               | 36–2–1           | Serikzhan Yeshmagambetov | TKO | 5 (10), 1:52  | 2003-03-15 | Rizal Park, Manila, Metro Manila                           | |
| Victorie                                                                                               | 35–2–1           | Fahprakorb Rakkiatgym    | KO  | 1 (12), 2:46  | 2002-10-26 | Rizal Memorial College Gym, Davao City                     | Retained IBF Super Bantamweight title. |
| Victorie                                                                                               | 34–2–1           | Jorge Eliecer Julio      | TKO | 2 (12), 1:09  | 2002-06-08 | The Pyramid, Memphis, Memphis                              | Retained IBF Super Bantamweight title. |
| Remiză                                                                                                 | 33–2–1           | Agapito Sánchez          | TD  | 6 (12), 1:12  | 2001-11-10 | Bill Graham Civic Auditorium, San Francisco, California    | Retained IBF Super Bantamweight title. For WBO Super Bantamweight title. Bout stopped due to cut over Pacquiao's eye caused by accidental headbutt. |
| Victorie                                                                                               | 33–2             | Lehlohonolo Ledwaba      | TKO | 6 (12), 0:59  | 2001-06-23 | MGM Grand, Las Vegas, Nevada                               | Won IBF Super Bantamweight title. |
| Victorie                                                                                               | 32–2             | Wethya Sakmuangklang     | KO  | 6 (12), 2:40  | 2001-04-28 | Kidapawan City, Cotabato                                   | Retained WBC International Super Bantamweight title.                                                                                                |
| Victorie                                                                                               | 31–2             | Tetsutora Senrima        | TKO | 5 (12)        | 2001-02-24 | Ynares Center, Antipolo City, Rizal                        | Retained WBC International Super Bantamweight title.                                                                                                |
| Victorie                                                                                               | 30–2             | Nedal Hussein            | TKO | 10 (12), 1:48 | 2000-10-14 | Ynares Center, Antipolo City, Rizal                        | Retained WBC International Super Bantamweight title.                                                                                                |
| Victorie                                                                                               | 29–2             | Seung-Kon Chae           | TKO | 1 (12), 1:42  | 2000-06-28 | Araneta Coliseum, Quezon City, Metro Manila                | Retained WBC International Super Bantamweight title.                                                                                                |
| Victorie                                                                                               | 28–2             | Arnel Barotillo          | KO  | 4 (12)        | 2000-03-04 | Ninoy Aquino Stadium, Manila, Metro Manila                 | Retained WBC International Super Bantamweight title.                                                                                                |
| Victorie                                                                                               | 27–2             | Reynante Jamili          | KO  | 2 (12)        | 1999-12-18 | Elorde Sports Complex, Parañaque City, Metro Manila        | Won vacantWBC International Super Bantamweight title.                                                                                               |
| Înfrângere                                                                                             | 26–2             | Medgoen Singsurat        | KO  | 3 (12), 1:32  | 1999-09-17 | Pakpanag Metropolitan Stadium, Nakhon Si Thammarat         | Lost Lineal Flyweight title. |
| Victorie                                                                                               | 26–1             | Gabriel Mira             | TKO | 4 (12), 2:45  | 1999-04-24 | Araneta Coliseum, Quezon City, Metro Manila                | Retained Lineal & WBC Flyweight titles. |
| Victorie                                                                                               | 25–1             | Todd Makelim             | TKO | 3 (10), 2:52  | 1999-02-20 | Kidapawan City, Cotabato                                   | |
| Victorie                                                                                               | 24–1             | Chatchai Sasakul         | KO  | 8 (12)        | 1998-12-04 | Tonsuk College Ground, Phutthamonthon                      | Won Lineal & WBC Flyweight titles. |
| Victorie                                                                                               | 23–1             | Shin Terao               | TKO | 1 (10), 2:59  | 1998-05-18 | Korakuen Hall, Tokyo                                       | |
| Victorie                                                                                               | 22–1             | Panomdej Ohyuthanakorn   | KO  | 1 (12), 1:38  | 1997-12-06 | South Cotabato Stadium, Koronadal City, South Cotabato     | Retained OPBF Flyweight title. |
| Victorie                                                                                               | 21–1             | Melvin Magramo           | UD  | (10)          | 1997-09-13 | Cebu Coliseum Cebu City, Cebu                              | |
| Victorie                                                                                               | 20–1             | Chokchai Chockvivat      | KO  | 5 (12), 2:46  | 1997-06-26 | Mandaluyong City, Metro Manila                             | Won OPBF Flyweight title. |
| Victorie                                                                                               | 19–1             | Ariel Austria            | TKO | 6 (10)        | 1997-05-30 | Almendras Gym, Davao City                                  | |
| Victorie                                                                                               | 18–1             | Wook-Ki Lee              | KO  | 1 (10), 1:04  | 1997-04-24 | Ritsy's, Makati City, Metro Manila                         | |
| Victorie                                                                                               | 17–1             | Mike Luna                | KO  | 1 (10), 1:56  | 1997-03-03 | Muntinlupa City, Metro Manila                              | |
| Victorie                                                                                               | 16–1             | Sung-Yul Lee             | TKO | 2 (10)        | 1996-12-28 | Muntinlupa City, Metro Manila                              | |
| Victorie                                                                                               | 15–1             | Ippo Gala                | TKO | 2 (10)        | 1996-07-27 | Mandaluyong City, Metro Manila                             | |
| Victorie                                                                                               | 14–1             | Bert Batiller            | TKO | 4 (10)        | 1996-06-15 | General Santos City, South Cotabato                        | |
| Victorie                                                                                               | 13–1             | John Medina              | TKO | 4 (10)        | 1996-05-05 | Malabon City, Metro Manila                                 | |
| Victorie                                                                                               | 12–1             | Marlon Carillo           | UD  | (10)          | 1996-04-27 | Ramada Hotel, Manila, Metro Manila                         | |
| Înfrângere                                                                                             | 11–1             | Rustico Torrecampo       | KO  | 3 (10), 0:29  | 1996-02-09 | Mandaluyong City, Metro Manila                             | Pacquiao was one pound over the specified catch weight of 111 lbs. He was penalized by wearing heavier gloves.                                      |
| Victorie                                                                                               | 11–0             | Lito Torrejos            | TD  | 5 (10)        | 1996-01-13 | Parañaque City, Metro Manila                               | |
| Victorie                                                                                               | 10–0             | Rolando Toyogon          | UD  | 10            | 1995-12-09 | Sampaloc Metro Manila                                      | |
| Victorie                                                                                               | 9–0              | Rudolfo Fernandez        | TKO | 3 (10)        | 1995-11-11 | Mandaluyong City, Metro Manila                             | |
| Victorie                                                                                               | 8–0              | Renato Mendones          | TKO | 2 (8)         | 1995-10-21 | Puerto Princesa City, Palawan                              | |
| Victorie                                                                                               | 7–0              | Lolito Laroa             | UD  | 8             | 1995-10-07 | Makati City, Metro Manila                                  | |
| Victorie                                                                                               | 6–0              | Armando Rocil            | KO  | 3 (8)         | 1995-09-16 | Mandaluyong City, Metro Manila                             | |
| Victorie                                                                                               | 5–0              | Acasio Simbajon          | UD  | 6             | 1995-08-03 | Mandaluyong Sports Complex, Mandaluyong City, Metro Manila | |
| Victorie                                                                                               | 4–0              | Dele Decierto            | TKO | 2 (6)         | 1995-07-01 | Mandaluyong City, Metro Manila                             | Pacquiao's debut in Blow by Blow and his first known televised fight.                                                                               |
| Victorie                                                                                               | 3–0              | Rocky Palma              | UD  | 6             | 1995-05-01 | Montano Hall, Cavite City, Cavite                          | |
| Victorie                                                                                               | 2–0              | Pinoy Montejo            | UD  | 4             | 1995-03-18 | Sablayan, Occidental Mindoro                               | |
| Victorie                                                                                               | 1–0              | Edmund Enting Ignacio    | UD  | 4             | 1995-01-22 | Sablayan, Occidental Mindoro                               | Debutul în boxul profesionist. Muscă. |

## Familie
Din 10 mai 2000 a fost căsătorit cu Jinkee Pacquiao. Se întâlneau într-un mall în care Jinkee vindea produse cosmetice. Cuplul are cinci copii: trei fii - Emmanuel Dapidran Pacquiao, Jr., Michael Stephen Pacquiao și Izrail Pacquiao (născut la 27 aprilie 2014) și două fiice - Mary Devine Grace Pacquiao și Quinn Elizabeth Pacquiao.